# Muhyí-d-Din al-Maghribí
Yahya ibn Muhàmmad ibn Abi-x-Xukr al-Maghribí (àrab: يحيى بن محمد بن أبي الشكر المغربي, Yaḥyà b. Muḥammad b. Abī x-Xukr al-Maḡribī), més conegut com a Muhyí-d-Din al-Maghribí (àrab: محيى الدين المغربي, Muḥyī d-Dīn al-Maḡribī) o com a Ibn Abi-x-Xukr (l'Àndalus, c. 1220 - Maragha, 1283) va ser un matemàtic i astrònom d'origen andalusí del segle xiii, que va viure i treballar a Damasc (Síria) i a l'observatori astronòmic de Maragha (Iran).

## Vida
No es coneix gran cosa de la vida de Muhyí-d-Din, que es va veure afectada per les guerres constants de la seva època. Se sap que va estudiar les lleis religioses de l'escola malikita, molt influent a Al-Àndalus en la seva època. També és conegut que va viure a Damasc, al servei del sultà, fins que va ser assassinat pels mongols el 1258. A Damasc va escriure la seva primera taula astronòmica: Tāj al‐azyāj ('La corona dels llibres astronòmics').
El 1258, va arribar a Maragha com a hoste d'Hülegü Khan, el net de Genguis Kan que havia convertit la ciutat en la capital del seu imperi. Va participar en la construcció del gran observatori de Maragha i va formar part de l'equip científic que, sota el comandament de Nassir-ad-Din at-Tussí, el va dirigir. Poc temps després d'arribar a Maragha va escriure la seva segona taula astronòmica: Umdat al-ḥāsib.

## Obra
Moltes de les seves obres no han estat encara estudiades i no es pot fer un balanç complet de la seva obra i la seva influència.
En el camp de les matemàtiques, els seus llibres més coneguts són el Kitab shakl al-qaa (Llibre sobre el teorema de Menelau) i el Risala fa kayfiyyat istikhraj al-juib al-waqi’a fi͗l-d'ira (Tractat sobre el càlcul dels sinus). En aquest darrer, utilitza el mètode d'interpolació per a calcular el sinus de 1º i l'aproxima amb quatre decimals exactes, aconseguint un valor molt ben aproximat de {\displaystyle \pi }. També són importants els seus comentaris crítics d'obres clàssiques de la matemàtica grega com els Elements d'Euclides (amb un intent de demostració del cinquè postulat), les Esfèriques de Teodosi, les Còniques d'Apol·loni i les Esfèriques de Menelau.
En el camp de l'astronomia, a part de les taules astronòmiques esmentades i una tercera: Adwār al-anwār, construida a partir d'un exhaustiu i sistemàtic programa d'observacions a Maragha, va escriure dos compendis de l'Almagest (Khulasat al-Majistí (sumari de l'Almagest i Talkhís al‐Majistí (Compendi de l'Almagest)), una descripció de la construcció i ús de l'astrolabi (Tassa al-aurlab), un tractat sobre càlculs astronòmics (Maqala fi istikhraj ta'dl al‐nahar wa sa'at al‐mashriq wa‐l‐dʾir min al‐falak) i un tractat sobre els principis rectors del moviment dels estels (Muqaddamat tata’allaqu barakat al-kawakib).